# Los Pocitos (Buenos Aires)
Los Pocitos es una localidad del Partido de Patagones, provincia de Buenos Aires, Argentina.

## Descripción
Los Pocitos es un balneario a 65 km de Carmen de Patagones y es un centro habitual de pesca desde playa y embarcada.